# Douglas A2D Skyshark
Le Douglas A2D Skyshark était un avion d'attaque américain à turbopropulseur construit par la Douglas Aircraft Company pour l'US Navy.
Il s'agissait essentiellement d'une version évoluée à turbopropulseur et hélices contrarotatives de l'A-1 Skyraider, portant initialement la désignation d'AD-3 Skyraider. Contrairement au moteur à pistons de son géniteur, le turbopropulseur Allison XT40 du Skyshark avait une fiabilité catastrophique. En fait, elle se montra si désastreuse qu'elle causa l'abandon du projet avant la production en série de l'appareil.

## Conception et développement

### Origines et caractéristiques du programme

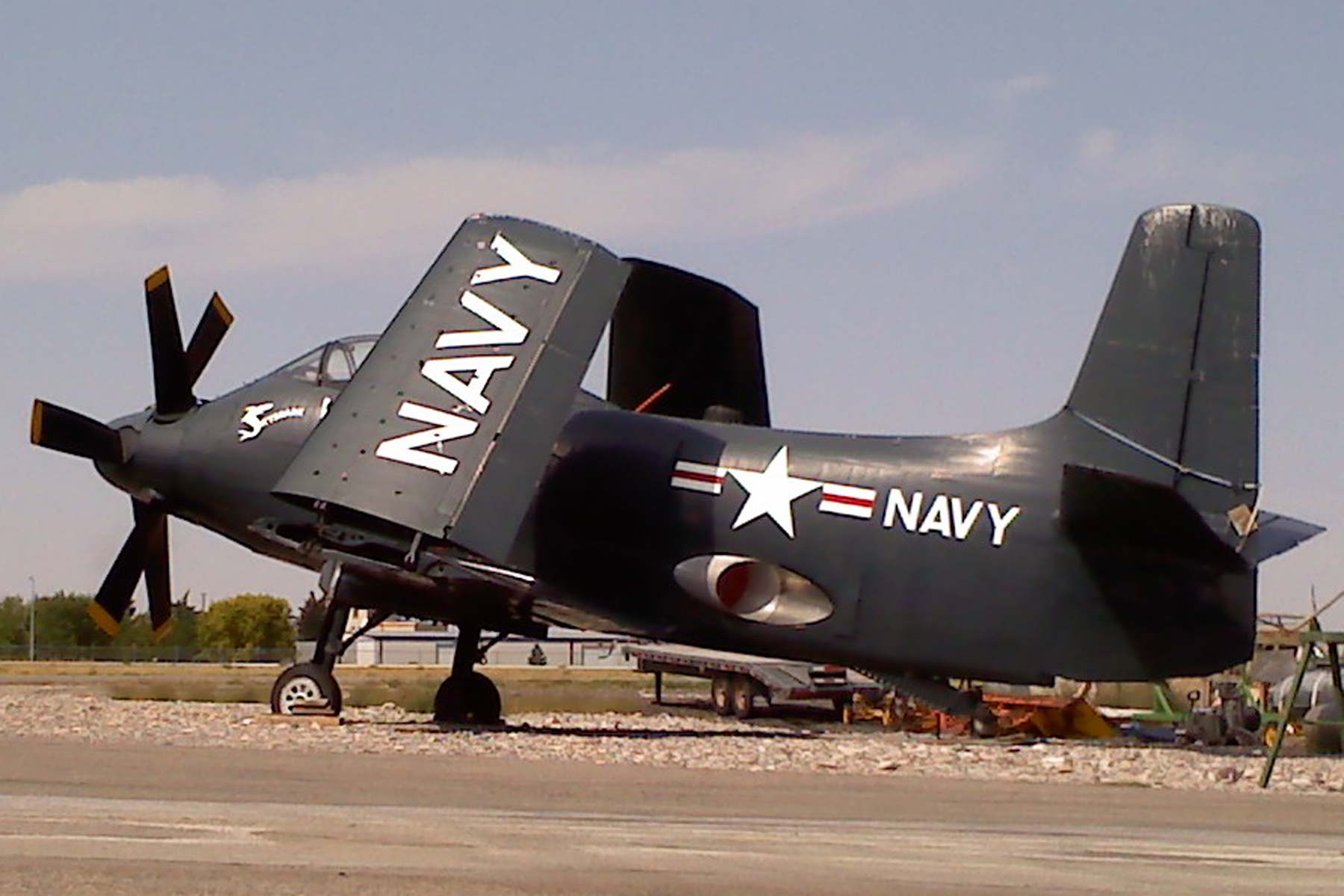
Douglas A2D-1 Skyshark no 125485 à l'aéroport régional d'Idaho Falls.

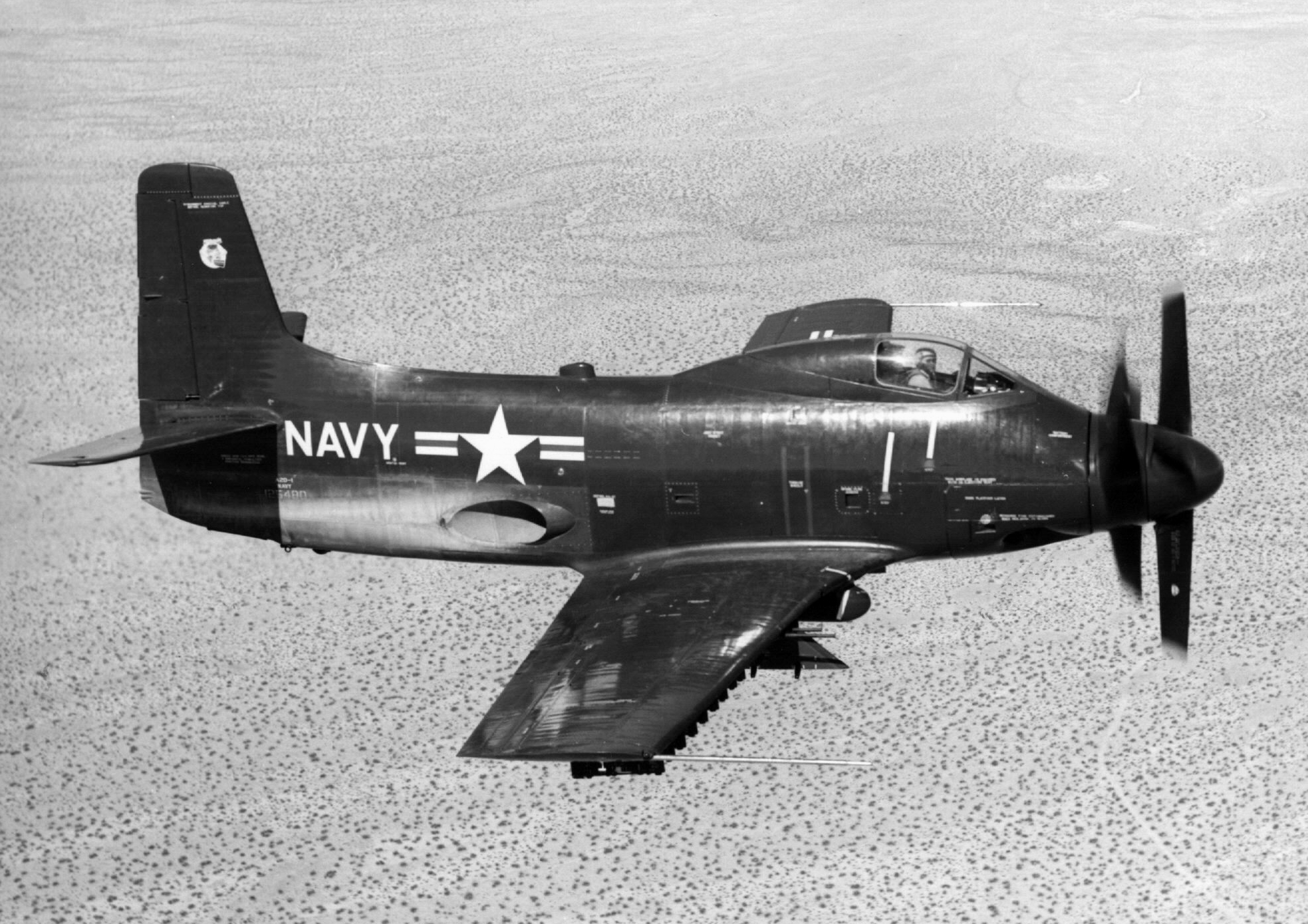
Un A2D-1 de préproduction en vol.

Le 25 juin 1945, le Bureau of Aeronautics (BuAer) demanda à la compagnie Douglas la conception d'un avion à hélices équipé d'un turbopropulseur. Trois propositions furent avancées au cours de l'année et demie suivante : Le D-557A, devant utiliser deux General Electric TG-100 (des T31) installés dans des nacelles dans les ailes, le D-557B, employant les mêmes moteurs mais avec des hélices contrarotatives, et le D-557C, devant utiliser le moteur Westinghouse 25D. Ces trois propositions furent abandonnées, en raison de difficultés à développer les moteurs, mais le BuAer continua à chercher une alternative aux turboréacteurs du moment, alors considérés comme trop gourmands en carburant.
Le 11 juin 1947, Douglas obtint une lettre d'intention de l'US Navy pour un avion embarqué sur porte-avions doté d'un turbopropulseur. Le besoin d'opérer à partir des porte-avions d'escorte de la classe Casablanca impliquait l'emploi d'un turbopropulseur plutôt que d'un turboréacteur. Les avantages du turbopropulseur sur le moteur à pistons résidaient dans un meilleur rapport poids/puissance et une production de puissance plus importante. Les avantages sur le turboréacteur venaient du fait qu'un turbopropulseur tournait à presque plein régime en quasi-permanence, et de la poussée pouvait être rapidement générée en changeant simplement le calage des pales de l'hélice.
Alors qu'il ressemblait beaucoup au Skyraider, l'A2D était en fait différent sur de nombreux points. Le turbopropulseur Allison XT40-A2, avec sa puissance de 5 100 ch (3 800 kW), produisait plus du double de la puissance du Wright R-3350 du Skyraider, tout en étant un peu plus léger que l'énorme moteur à pistons de ce dernier. L'installation du XT40 dans le Skyshark faisait appel à des hélices contrarotatives pour pouvoir utiliser au mieux toute la puissance disponible. L'épaisseur des emplantures d'ailes avait été réduite de 17 à 12 %, alors que la surface et la hauteur de la dérive avaient été augmentées.
Les nombreux problèmes de développement du moteur retardèrent le premier vol de l'appareil jusqu'au 26 mai 1950, date à laquelle l'avion fut emmené depuis la base aérienne d'Edwards par le pilote George Jansen.

### Problèmes insolubles et fin du programme
Le pilote d'essai de la Navy Cdr. Hugh Wood fut tué en tentant de faire atterrir le premier prototype XA2D-1, no 122988, le 19 décembre 1950, au cours de son quinzième vol. Wood ne parvint pas à vérifier son taux de descente, ce qui le mena à un impact violent sur la piste d'atterrissage. Une enquête menée après l'accident permit de découvrir que la section de puissance tribord du turbopropulseur couplé XT40A (constitué en fait de deux Allison T38) avait cassé et ne s'était pas débrayée du reste du moteur, ce qui aurait permis à l'avion de continuer à voler sur le moteur restant. De plus, les pales de l'hélice ne s'étaient pas mises en drapeau. Comme la portance des ailes commençait à disparaître, l'avion entra dans un régime de perte d'altitude élevé et percuta violemment la piste. Une instrumentation additionnelle et un découpleur automatique furent ajoutés au second prototype, mais lorsqu'il fut enfin prêt à voler, le 3 avril 1952, seize mois s'étaient écoulés, et les avancées effectuées par les avions à réaction avaient sérieusement plombé le programme du Skyshark, qui devint quasiment inutile et dépassé. Le temps de vol total de la cellule perdue lors de l'accident n'était que de vingt heures.
Allison ne parvint pas à fournir un moteur de « production » avant 1953, et lorsqu'il testa un XA2D avec ce moteur, le pilote d'essai C. G. « Doc » Livingston sortit d'un piqué et fut surpris par un bruit brutal et un brusque changement d'assiette de son avion. Son pare-brise était recouvert d'huile et le pilote de l'avion suiveur annonça à Livingston que les hélices de son Skyshark avaient disparu. La boîte à engrenages de son moteur avait cassé, mais Livingston parvint à poser l'avion en sécurité. À l'été 1954, l'A4D était prêt à voler. Les porte-avions d'escorte commençaient à disparaître et l'heure de la fin avait sonné pour le difficile programme A2D

### Un moteur catastrophique
Le Skyshark ne put entrer en service essentiellement à cause des problèmes de développement du programme du moteur T40. Les plus gros problèmes de ce moteur étaient sa boîte d'engrenages fragile, et le système de contrôle de l'hélice, qui utilisait 25 tubes à vide et était loin d'être fiable. Un travail de développement considérable dut être effectué sur ce système, qui devait être extrêmement fiable et fournir une protection parfaite contre tous les types de problèmes possibles en vol. Il devait cependant toujours pouvoir assurer un alignement correct du pas d'hélice, du débit de carburant, de la vitesse des moteurs et des différentes températures, sur une plage de régimes allant de « plein gaz avant » à « plein gaz arrière » (full reverse).
Comme les turbines à gaz individuelles étaient reliées par un embrayage à la boîte d'engrenages, il fut pensé dans de nombreux cas que l'avion ne pourrait voler en croisière qu'avec un seul des deux moteurs en route, et allumer le deuxième seulement lorsqu'il était nécessaire d'obtenir plus de puissance. En pratique cette solution ne fonctionna pas vraiment bien. L'échec de la détection que l'un des deux T38 avait cassé, et que son compresseur était en train de dévorer la puissance du moteur restant, encore en bon état, mena à la perte du premier prototype et de son pilote, le 14 décembre 1950,.

## Exemplaire survivant
Douze Skysharks furent produits, deux prototypes et dix appareils de pré-production. La quasi-totalité furent envoyés à la casse ou détruits dans des accidents, et seul un exemplaire a survécu, le no 125485. En 2016, il était visible au Musée de l'air et de l'espace de San Diego, à Gillepsie Field, dans la ville d'El Cajon, en Californie,.